# Andrzej Kryński (piłkarz ręczny)
Andrzej Kryński (ur. 29 sierpnia 1989 w Zabrzu) – polski piłkarz ręczny, prawoskrzydłowy, od 2013 roku zawodnik Warmii Olsztyn.

## Kariera
Wychowanek Powenu Zabrze, z którym w 2008 zdobył mistrzostwo Polski juniorów. W tym samym roku został zawodnikiem ASPR-u Zawadzkie. W sezonie 2011/2012 był jego najlepszym strzelcem w I lidze – w 22 meczach zdobył 126 goli. W latach 2012–2013 był graczem Siódemki Miedź Legnica, w barwach której rozegrał w Superlidze 27 spotkań i rzucił 57 bramek. W latach 2013–2015 występował w Śląsku Wrocław. W sezonie 2013/2014, kiedy wrocławski klub wywalczył awans do Superligi, rozegrał w I lidze 24 mecze i zdobył 111 bramek. W 2015 został zawodnikiem Górnika Zabrze. W sezonie 2016/2017 wystąpił w 25 meczach Superligi, w których rzucił 61 goli. W lipcu 2017 podpisał dwuletni kontrakt z MMTS-em Kwidzyn. W sezonie 2017/2018 rozegrał 32 mecze i zdobył 96 bramek. W 2023 roku po przenosinach do Sokoła Kościerzyna został królem strzelców I Ligi.

## Życie prywatne
Młodszy brat szczypiornisty Lecha Kryńskiego. Żonaty z Katarzyną.

## Osiągnięcia
Indywidualne
- 5. miejsce w klasyfikacji najlepszych strzelców I ligi: 2011/2012 (126 bramek; ASPR Zawadzkie)[4]
- Król strzelców I Ligi w sezonie 2022/2023 (185 bramek; Sokół Kościerzyna)[10]